# Windlöcher
Die Windlöcher sind ein Höhlensystem im Untersberg in den Berchtesgadener Alpen, die Eingänge liegen auf dem Gebiet der Gemeinde Großgmain im österreichischen Bundesland Salzburg. Der Name rührt – ähnlich wie bei anderen Höhlen dieses Namens – von dem starken Höhlenwind an den Eingängen her.

## Beschreibung

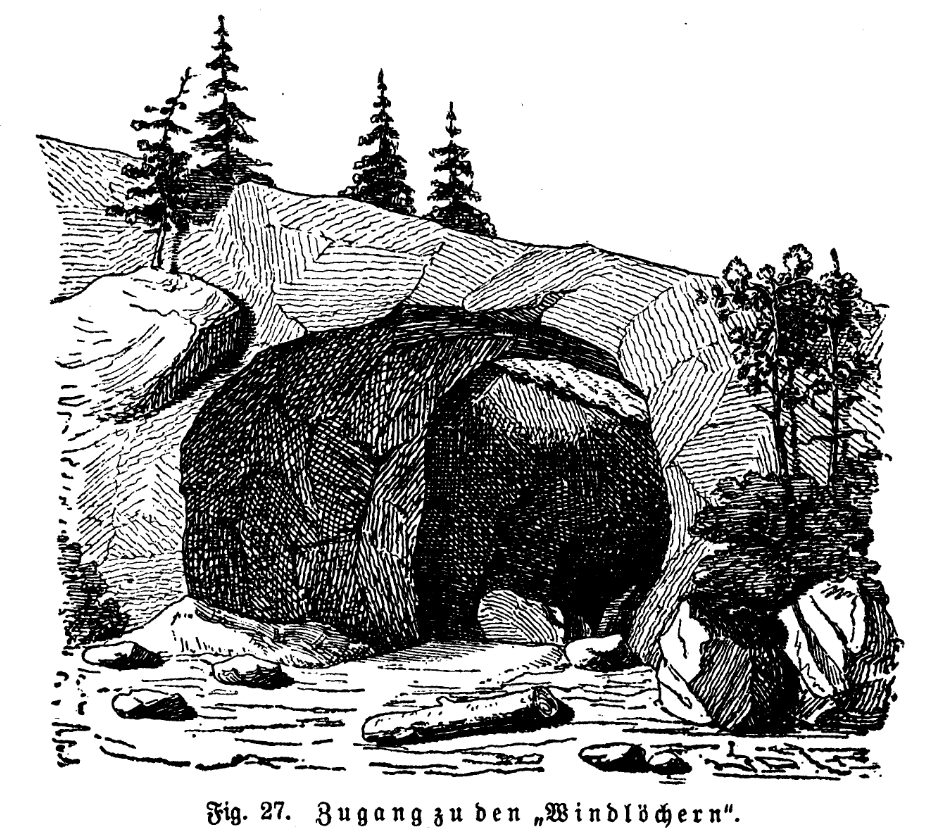
Skizze des Eingangsbogens von Eberhard Fugger, 1888

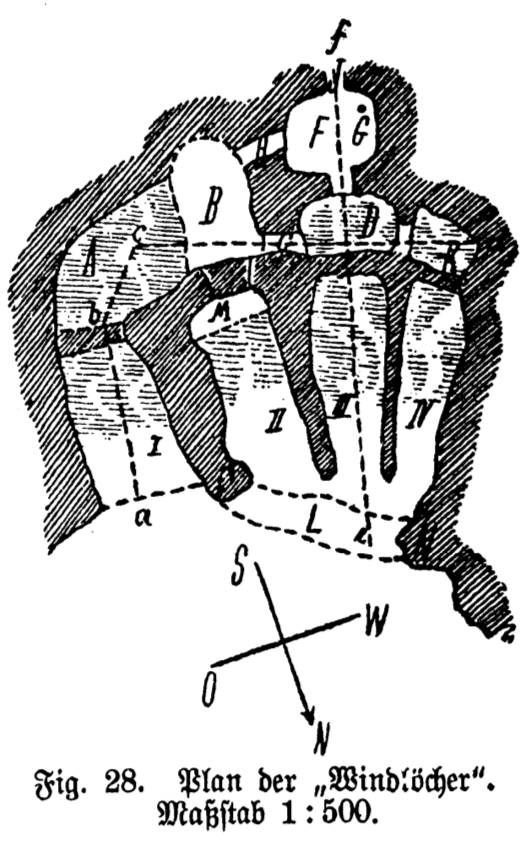
Plan der Höhle mit markiertem Schacht M, 1888

Eberhard Fugger charakterisierte die Höhlen in seinem 1888 erschienenen Werk als „Complex von Eislöchern.“ „In einem dünnen Waldbestande, am sehr steilen Abhange spannt sich ein Felsbogen von 14 Metern Weite und 8 bis 10 Metern Höhe als Eingangspforte aus“. Er beschrieb mehrere Gräben, die teils mit Schutt und Erde, teils mit Eis und Schnee gefüllt waren, sowie einen „Schachte M mit fast vertikalen Wänden, über welche prächtige, dicke Eiscascaden hinabhängen.“
Zum Windlöcher-System gehören neben den Windlöchern selbst die Supernova (Katasternummer 1339/212) und der Klingertalschacht (1339/61). Die bisher (2013) siebzehn bekannten Eingänge zu den Windlöchern liegen in einer Höhe von 1300 bis 1450 m in den Karen Schosstal, Klingertal und Wasserfalltal an der Nordseite des Untersbergmassivs am Klingersteig bei der Klingeralm (Lage). Der Höhlenwind an den Eingängen weist auf eine starke konvektive Luftzirkulation hin, alle Eingänge blasen im Sommer teilweise sehr kräftig und mit sichtbarem Nebel Luft aus und liegen daher „meteotief“.
Der in Nord-Süd-Richtung verlaufende Hauptgang und angelagerte Hallen liegen auf etwa 1300 m Seehöhe. Etwa 100 m tiefer verläuft parallel der Palästinagang, der bis zu einer unbezwungenen Schachtquerung erforscht ist. Der Klingertalschacht folgt einer Störung nach Südost, der starke Höhlenbach bildet brusttiefe Seen. In den Endhallen des Klingertalschachts wird bei etwa 1000 m Seehöhe das tiefste Niveau erreicht. Diese können von der Schachthöhle Supernova über einen mehr als 400 m tiefen Schacht erreicht werden.
Die Höhle entwässert über einen kräftigen Bach, der in den Endhallen des Klingertalschachts im Blockboden versinkt, die Entwässerung erfolgt vermutlich über die Fürstenbrunner Quellhöhle. Es wird vermutet, dass die Windlöcher gemeinsam mit der Riesending-Schachthöhle und dem Gamslöcher-Kolowrat-Salzburgerschacht-System ein mindestens 70 Kilometer langes, den gesamten Berg durchziehendes Höhlensystem bilden, die Verbindungshöhlen dürften jedoch größtenteils unter Wasser stehen.

## Forschungsgeschichte
Den Beginn der Höhlenforschungsaktivitäten legte Eberhard Friedrich Fugger bereits 1875. 1934 wurden sie von Urbanek und Abel auf 400 m Länge erforscht. Im Folgejahr entdeckte Czoering den Klingertalschacht, der 1947 von Abel bis in 60 m Tiefe vermessen wurde. 1975 gelang der Durchbruch in den Hauptgang, wodurch die erforschte Länge auf 2500 m anstieg. 1982 wurde eine Engstelle erweitert und die Palästinahalle erreicht, von der eine Verbindung zum Klingertalschacht entdeckt wurde, der Anfang der 1980er Jahre von Belgiern auf 2 km Länge und 322 m Tiefe erforscht worden war. Dadurch waren 6 km des Höhlensystems vermessen. Ab 1989 wurden bei einer Neuvermessung durch Immo Holvan 3,5 km entdeckt. 1995 wurde eine Verbindung der Endhallen des Klingertalschachts mit der neun Jahre zuvor von Kristian Höhne entdeckten Schachthöhle Supernova gefunden, wodurch die Gesamtlänge auf 10,3 km wuchs, anschließend wurde auch der Stützinger Schacht und die Abrüstungshöhle mit der Supernova verbunden und die erforschte Länge stieg auf 11,3 Kilometer.
In der Höhle sind weitere mögliche Fortsetzungen vorhanden, die Suche nach einer Verbindung mit den anderen Höhlen des Unterbergs dauert an. Die Riesending-Schachthöhle ist Stand 2013 noch 850 m entfernt, das Gamslöcher-Kolowrat-System 1500 m.